# Білінчук Михайло Дмитрович
Білінчук Михайло Дмитрович (4 вересня 1922, с. Ільці, Косівський повіт, Станиславівське воєводство — 16 вересня 2003 м. Бурштин, Івано-Франківська область) — політв'язень, учасник Норильского повстання.

## Життєпис
В юності закінчив рільничу школу в с. Жаб'є. У 1941 році родина Білінчуків окрім старшого з синів, Дмитра, який був у підпіллі, опинилась на засланні у Красноярському краї. Там одружився зі Стефанією Регей, сестрою Василя Регея, голови Дніпропетровського обласного проводу ОУН.

### Зв'язковий в УПА
Повернувшись 1948 року із заслання, підтримував зв'язок з братами Дмитром (сотенний УПА «Хмара») і Василем («Сибіряк»). Виконував різні доручення, взяв участь у пропагандивному рейді УПА 1949 року (з окремих боївок і членів підпілля була тимчасово сформована сотня, яка пройшла гірськими селами понад Білим Черемошем, щоб продемонструвати тривання боротьби з радянським режимом).

### Арешт і каторга
У 1950 році арештований і засуджений військовим трибуналом на двадцять п'ять років каторжних робіт.
Спочатку відбував каторгу на мідних рудниках і в шахтах Карлагу, а після хвилі протестів, що охопили в 1951 році спецтабори Казахстану, найактивніших політв'язнів, серед яких був і М. Білінчук, після кількамісячної ізоляції у Спаській тюрмі, відправили в Норильськ на нікелеві рудники. Тут взяв активну участь у Норильському повстанні, а після його придушення був відправлений на Магадан.

### Цивільне життя
Повернувшись 1956 року з ув'язнення, закінчив заочно торговельний технікум і працював у Татарові, Єзуполі, Городенці та інших селах і містечках — часто міняв місце роботи й проживання, оскільки скрізь на вимогу КДБ його намагались позбутись як неблагонадійного. Врешті вдалося осісти у м. Бурштин.
Брав участь у діяльності Товариства політв'язнів та Братства УПА, в зустрічах учасників Норильського повстання. Виступав з публікаціями в пресі, видав книжкою нарис про Дмитра Білінчука-«Хмару» «Доля борця».

### Родина
Діти: Дочка — Марія Білінчук — відомий хірург, тривалий час очолювала відділення в Калуській центральній районній лікарні на Прикарпатті.
Син — Богдан Білінчук — лікар за фахом, письменник, художник (скульптура, живопис).